# Gredele
Gredele (dodatkowa nazwa w języku białoruskim Γpэдэлi) – wieś w Polsce położona w województwie podlaskim, w powiecie bielskim, w gminie Orla. Nieopodal Gredel przepływa rzeka Biała.

## Historia
Według Powszechnego Spisu Ludności przeprowadzonego w 1921 roku wieś liczyła 45 domostw, które zamieszkiwało 197 osób (105 kobiet i 92 mężczyzn). Wszyscy mieszkańcy wsi zadeklarowali wówczas wyznanie prawosławne. Jednocześnie 153 mieszkańców Gredel podało polską przynależność narodową, a pozostałych 44 białoruską. W okresie dwudziestolecia międzywojennego miejscowość nosiła nazwę Hredele i znajdowała się w gminie Dubiażyn powiatu bielskiego.
W latach 1975–1998 miejscowość administracyjnie należała do województwa białostockiego.

## Inne
Prawosławni mieszkańcy wsi należą do parafii św. Proroka Eliasza w Podbielu. W pobliżu wsi znajduje się źródełko, będące miejscem prawosławnego kultu. Przy źródełku wzniesiono kaplicę pw. św. Jerzego. We wsi znajduje się cmentarz prawosławny założony na przełomie XIX i XX wieku.
Natomiast wierni kościoła rzymskokatolickiego należą do parafii Miłosierdzia Bożego w Bielsku Podlaskim.
Na terenie posesji jednego z mieszkańców Gredel znajduje się kilka styropianowych figur dinozaurów.

## Urodzeni w Gredelach
- Zenon Martyniuk – lider zespołu Akcent
- Serafim Andrajuk(inne języki) – białoruski krytyk i literaturoznawca

## Galeria

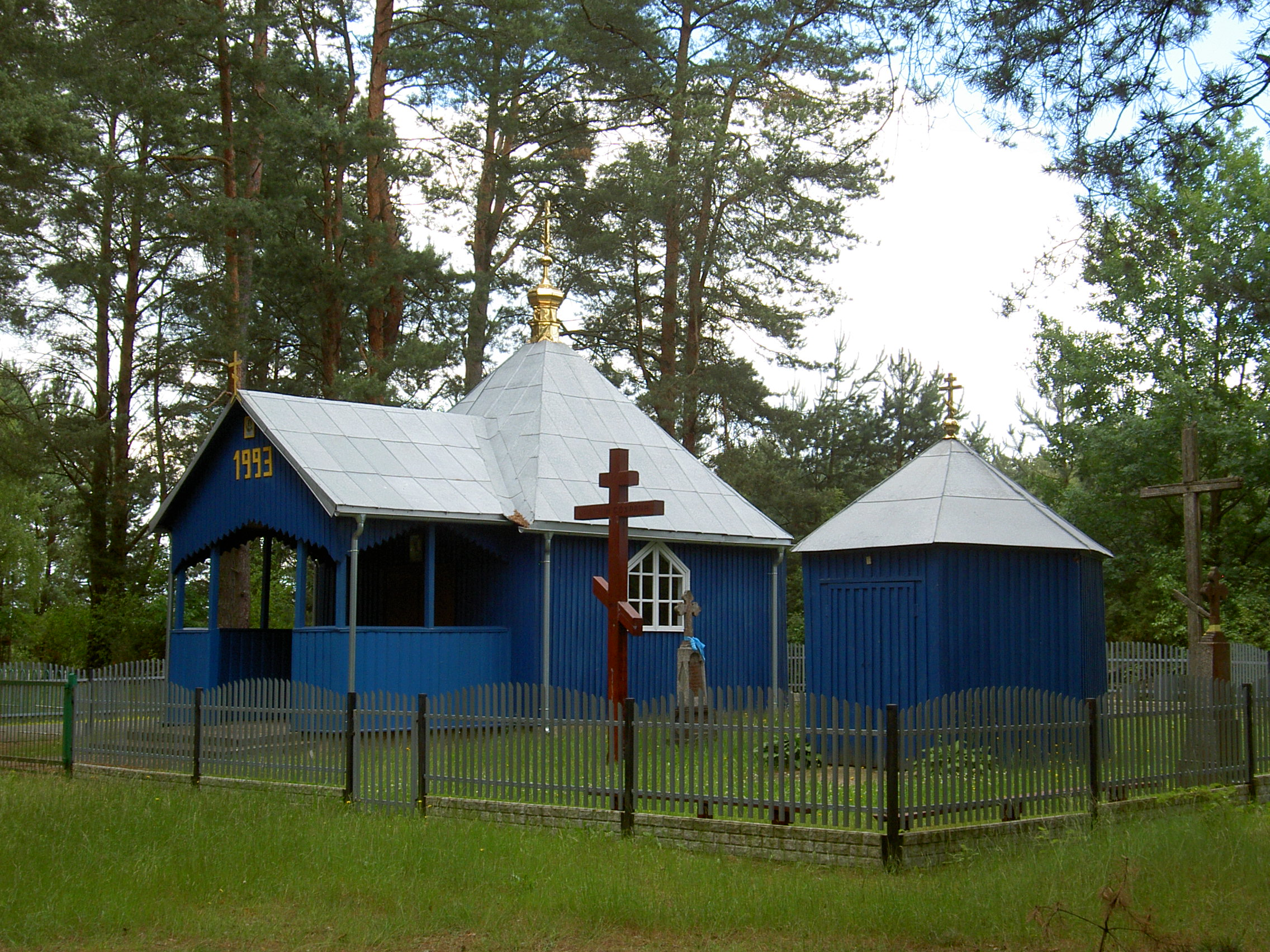
Kaplica św. Jerzego w Gredelach
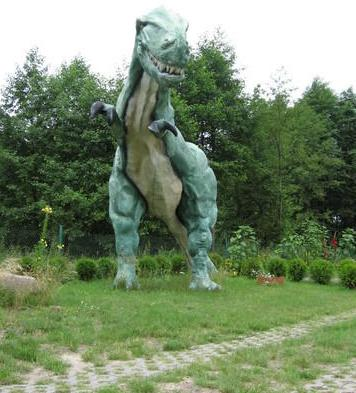
Jedna z kilku styropianowych rzeźb dinozaurów na terenie prywatnej posesji jednego z mieszkańców wsi